# CSTF3
CSTF3‏ (Cleavage stimulation factor subunit 3) هوَ بروتين يُشَفر بواسطة جين CSTF3 في الإنسان.